# Serniki (obwód wołyński)
Serniki (ukr. Сирники) – wieś na Ukrainie w rejonie łuckim obwodu wołyńskiego.
W czasie okupacji niemieckiej mieszkająca tutaj ukraińska rodzina Budników ukrywała Żydów. W 1999 roku Instytut Jad Waszem uhonorował za to Stepana Budnika, jego syna Semena oraz wnuczki Mariję Poluchowicz (z d. Budnik) i Hannę Poluchowicz (z d. Budnik) tytułami Sprawiedliwych wśród Narodów Świata.